# Nabrđe
Nabrđe (Набрђе), pronunțat în limba română Nabrge, este un sat situat în partea de est a Serbiei, în Districtul Braničevo. Aparține administrativ de comuna Požarevac. La recensământul din 2002 localitatea avea 346 locuitori.